# Бетонски брод Сип
Бетонски Брод Сип је изграђен за време Другог светског рата као одговор на несташицу челика.

## Историја
Половином Другог светског рата, због велике потребе за сировином челика и његове оскудице на светском тржишту, појавила се хитна потреба за прављењем бетонских бродова, специјалних намена.
Поред погодности у знатној уштеди у материјалу (до 70% уштеде челика), бетонски бродови су били отпорни на речне мине чији магнетни реактори нису имали функцију при додиру о њихово бетонско корито.
Због потребе доставе неопходних сировина (нафте, оружја, муниције, хране и лекова) кроз миниране речне токове, директном наредбом Адолфа Хитлера наручена је израда 50 примерака оваквих бродова, различите намене. Највише је било направљено бетонских баржи за превоз нафте из Румуније и потребних сировина које су возили на Балтички фронт.
Мањи број је био намењен превозу хране, док су најређи и највреднији били специјални бродови-болнице, којима је вршена евакуација тешких и „битних” рањеника у немачке болнице дуж речних токова.

### Период након Другог светског рата
У Европи су преживела још само два брода из поменуте серије, рађене за време Другог светског рата:
- Бетонски брод „CAPPELLA”,[2] конструисан је такође 1943. године у Оствинду (Свиноујшће), од стране произвођача Schalenbau KG.

Овај брод није завршен у току Другог светског рата, већ по његовом окончању, а служио је углавном као копач јаружних токова и као тегљач другим бродовима. Године 1988. проглашен је немачким техничким спомеником, док је 2003. године добио заслужено место у Поморском музеју бродова, на реци Варнов у Ростоку, 250км северно од Берлина.
- Бетонска брод-болница[4] направљена је у другој серији производње, 1943. године у Оствинду, од стране произвођача Widmann KG, фирме која је основана давне 1865. године у Минхену, (прво седиште је било у Берлину). По узору на некадашње моделе плутајућих болница и данас је честа појава наменских бродова болница у свим модерним армијама. Порекло имена “Сип” Једно до главних стратешких позиција немачке војске на Дунаву за време Другог светског рата било је на Ђердапу. То је било место од кључног значаја за Адолфа Хитлера, чија је прва акција 2. армије на самом почетку рата била усмерена на освајање Сипског канала.

Суштина овог подухвата била је да се осигура пловна веза: Немачка—(Аустрија)—Мађарска—Румунија—Бугарска—Црно море и да се обезбеди стално допремање нафте из Румуније у Немачку, као и осталих потребних сировина дуж целог тока реке Дунав.
У серији бетонских бродова различите намене који су послати у овај део Европе, био је и овај бетонски брод- болница, који је имао веома важну улогу у збрињавању и превозу тежих рањеника до копнених болница у Аустрији и Немачкој. Због своје аутентичности добио је име по кључној стратешкој тачки на пловном путу Дунава у овом делу Европе – Сипски канал.
Постоји и друга верзија порекла имена овог брода (“из народа”), која говори о карактеристичном феномену Сипског канала - веома брзој и јакој струји Дунава, коју велики и тешки бродови нису могли да савладају током узводне пловидбе. Да би им се олакшало кретање, изграђена је ,,пруга'' по којој су се кретали возови-тегљачи, који су уз помоћ дебелих сајли у овом делу Сипског канала вукли бродове узводно, у супротном смеру од речног тока и на тај начин им помагали да пробију моћну и снажну матицу реке Дунав. Како је овај брод био један од најтежих у флоти свих бродова који су били окружењу, дали су му име СИП.
Намена брода-болнице ”Сип” током Другог светског рата Бетонска брод-болница “СИП” збрињавала је и превозила теже рањенике до копнених болница у Аустрији и Немачкој, где им се пружала адекватна лекарска нега. Брод је имао све потребне сегменте – одељења, који чине болницу на сувом а који подразумевају: амбуланту и операциону салу, собе за рањенике, болничку мензу, магацине за храну, воду и лекове, као и простор за особље.
У потпалубљу брода, у крменом делу, били су извађени погонски бродски мотори, да би се обезбедио простор за котларницу и систем централног грејања, помоћу кога се цео брод у зимском периоду године загревао.
Како није имао моторе, често су га гурали тегљачи, као и самохотке које су возиле одређене сировине до заједничких локација. Брод је практично био приколица која није могла да плови без помоћи другог моторног пловила.

### Прелазак брода у власништво Београдског Багерског Предузећа (ББП)
Након завршетка Другог светског рата, брод је на име ратне одштете предат фирми Београдско Багерско Предузеће (ББП), чији је један број бродова уништен од стране немачке авијације током Другог светског рата. Како је на себи већ имао инсталиран систем централног грејања и собе у којима су превожени рањеници, уз веома мало модификације “ББП” га је претворио у стамбену лађу у којој су се смештали запослени радници са својим породицама, који су радили на теренским пословима далеко од својих домова. За потребе пројекта изградње Новог Брограда и учешћа ББП-а у истом, бетонски брод “Сип”, сада као стамбена лађа, пристаје на десну обалу Саве, недалеко од моста Газела, где је усидрен боравио више од три деценије. Многе генерације су одрасле на овој стамбеној лађи, која је имала 20 соба, четири заједничка купатила и санитарна чвора, велики салон – дневни боравак, собу за домара, котларницу и велику терасу на палуби брода. Све ово је чинило дом многима који су на њему боравили. Очеви и мајке су радили у ББП-у, а деца одрастала и школовала се у Београду.
Како је неко од поменутих породица испунио услове и добио стан од своје фирме, напуштао је брод а на његово место је долазила друга породица из унутрашњости тадашње Југославије.

### Црни дани
Почетком 90-их година, распадом Југославије долази до пропадања великог броја фирми међу којима је И ББП. Имовина је препуштена радницима који су је чували својом вољом и локалном становништву које ју је обезбеђивало док не прођу ратне године.
Како је лоша ситуација потрајала, многе фирме су пропале, а “Сип” који је и даље био усидрен на десној обали реке Саве, у близини Београдског сајма, постао је место где су боравили бескућници и луталице. У новогодишњој ноћи 2009. године, због неодговорности људи који су га чували, ударом у камену обалу долази до оштећења на кориту брода и након продора воде долази до његовог делимичног потапања.
Године су пролазиле а “СИП” је све више пропадао, потпуно опустошен од стране крадљиваца секундарних сировина.

### Ново рађање
Након политичког преврата 2013. године и амбиције нове српске власти, почиње припрема терена за реализацију модерног Српско-арапског пројекта Београд на води. Услед чишћења приобаља и испуњења свих техничких услова за почетак радова на поменутом пројекту, приватној фирми „Дунав Група Агрегати”, правном наследнику имовине приватизоване Београдско Багерске Пловидбе (ББП), даје се рок за уклањање потопљеног бетонског брода “Сип” са тадашње локације. Због веома високих трошкова око санације оштећења на броду и обезбеђивању услова за његово вађење и враћање у стање пловности, долази се до најекономичнијег решења, да се брод минира, а приобаље очисти од његових остатака.
Како не би дозволила уништење једног веома вредног и аутентичног историјског пројекта, фирма Skitrack International из Београда, прихвата на себе ризик и обавезу спашавања бетонског брода “Сип” од потпуног уништења и у последњем тренутку откупљује потпољени брод од “Дунав група агрегати”
По лађарском сујеверју, када брод једном потоне, треба му дати ново име! “СИП” бива прекрштен у назив “БЕТОНСКИ БРОД”